# معايش الباندورة
معايش الباندورة (الاسم العلمي: Symbion pandora) هو نوع من الحيوانات يتبع جنس المعايش من فصيلة المعايشات.